# 岩田久利
岩田 久利（いわた ひさとし、1925年12月18日 - 1994年1月8日）は、日本のガラス工芸家。ガラス工芸家二代目岩田藤七の長男。母・くにの父は、彫刻家の竹内久一。妻は、ガラス工芸家の岩田糸子。長女は、イワタルリ。次女は、岩田マリ。

## 経歴
ガラス工芸家岩田藤七の長男として東京府に生まれる。東京美術学校工芸部図案科に学び、在学中の同24年第5回日展に「硝子ぶどうの鉢」で初入選し以後も日展に出品を続ける。同26年東京美術学校を卒業。制作のかたわら、東京工業大学でガラスの組成を研究する。同30年第11回日展に「藻」を出品して特選、同31年第12回同展には「萌生」を出品して二年連続特選となった。同30年より光風会にも出品。同33年日展会員となり、同年からたびたび日展審査員をもつとめる。同47年日本ガラス工芸会を設立し、同年より同52年までその初代会長をつとめる。同51年第8回改組日展に「孔雀文大皿」を出品して文部大臣賞を受賞。同57年毎日芸術賞を受賞し、同58年「聖華」で日本芸術院賞を受賞した。
父の創立になる岩田工芸硝子を継ぎ、社長をつとめつつ制作を続け、斬新で優美な作風を示した。宙吹きガラスを得意とし、国際的にも高い評価を得た。
墓所は、日蓮宗威光山法明寺 (豊島区)、戒名は、輝光院能持日久居士。

## 略歴
- 1925年　[大正14年]　東京新宿弁天町に二代目岩田藤七の長男として生まれる。
- 1939年　[昭和14年]　小寺健吉画塾に学ぶ。
- 1941年　[昭和16年]　廣川松五郎に師事、デザインを学ぶ。伊藤熹朔に師事。
- 1942年　[昭和17年]　和田三造に師事、デッサン、図案を学ぶ。春台美術・本郷研究所に通う。
- 1944年　[昭和19年]　東京美術学校工芸部図案科入学。
- 1946年　[昭和21年]　外山卯三郎に西洋美術史およびバウハウス・デザイン運動の理論につき個人教授を受ける。
- 1947年　[昭和22年]　阿部俊夫（東芝電気ガラス研究所室長）にガラスの科学的基礎を学ぶ。
- 1948年　[昭和23年]　東京工業大学窯業科ガラス研究室研究生、森谷太郎教授にガラス組成の指導を受ける。株式会社岩田硝子製造所入社。
- 1949年　[昭和24年]　第5回日展初出品。初入選、以後毎年出品、連続入選。糸子（旧三井物産社長山本正男長女）と結婚。
- 1950年　[昭和25年]　東京工業大学窯業科ガラス研究室研修修了。
- 1951年　[昭和26年]　東京美術学校工芸部図案科卒業。
- 1953年　[昭和28年]　岩田工芸硝子株式会社に社名変更、代表取締役社長となる。
- 1955年　[昭和30年]　第11回日展特選受賞。国際工芸美術家協会設立、初代理事長。カリフォルニア州博覧会・ブラッセル博覧会にて金賞受賞。
- 1956年　[昭和31年]　第12回日展特選受賞。
- 1957年　[昭和32年]　財団法人日本デザイン協議会理事。財団法人世界デザイン会議日本運営設立準備委員。
- 1959年　[昭和34年]　第2回日展審査員。以後数回。
- 1963年　[昭和38年]　武蔵野美術大学講師。窯業協会理事（～1967）
- 1966年　[昭和41年]　第７回国際ガラス会議年会参加。
- 1968年　[昭和43年]　日本硝子製品工業会評議員。
- 1971年　[昭和46年]　初の個展開催。
- 1972年　[昭和47年]　日本ガラス工芸協会創立、初代会長。日展評議員
- 1973年　[昭和48年]　社団法人窯業協会理事（工芸担当）。
- 1974年　[昭和49年]　現代工芸美術家協会評議員。
- 1975年　[昭和50年]　第1回「資生堂現代工藝展」に出品。以後毎回出品。岩田工芸硝子株式会社社長を糸子に譲り、ガラス制作に専念する。
- 1976年　[昭和51年]　第8回日展文部大臣賞受賞。労働省より技能者表彰審査員委嘱される。
- 1979年　[昭和54年]　紺綬褒章受章。
- 1981年　[昭和56年]　ホテルニューオータニ鶴の間にガラスによる大装飾壁面製作。
- 1982年　[昭和57年]　第23回毎日芸術賞受賞。第38回日本芸術院賞受賞
- 1986年　[昭和61年]　ニューヨークメトロポリタン美術館20世紀Design and Architecture部門に藤七・久利・糸子作品が永久収蔵される。
- 1993年　[平成5年]　最後の個展開催。日展及び資生堂現代工藝展に最終出品。
- 1994年　[平成6年]　1月8日死去。68歳。